# Evilard
Evilard (em alemão: Leubringen) é uma comuna da Suíça, no Cantão Berna, com cerca de 2.330 habitantes. Estende-se por uma área de 3,70 km², de densidade populacional de 630 hab/km². Confina com as seguintes comunas: Bienna (Biel/Bienne), Lamboing, Orvin, Tüscherz-Alfermée.
A língua oficial nesta comuna é o alemão e o francês.